# سد هیشوپ
سد هیشوپ (به لاتین: Heyshope Dam) یک سد در آفریقای جنوبی است که در Mpumalanga, South Africa واقع شده‌است.